# Bertrando Spaventa
Bertrando Spaventa (n. 26 iunie 1817 la Bomba, Abruzzo, Italia - d. 20 septembrie/20 februarie? 1883 la Napoli) a fost un filosof italian de orientare hegeliană.

## Opera
- La filosofia di Kant e la sua relazione colla filosofia italiana. Torino 1860
- Carattere e sviluppo della filosofia italiana. Modena, 1860
- Le prime categorie della logica di Hegel
- Spazio e tempo nella prima forma del sistema di Gioberti. Napoli 1865
- Il concetto dell`oposizione e lo Spinozismo. Napoli 1867
- La scolastica e Cartesio. Napoli 1867
- Saggi di critica filosofica, politica e religiosa. Napoli 1867